# Teglio
Teglio là một đô thị ở tỉnh Sondrio trong vùng Lombardia của Italia, có vị trí khoảng 100 km về phía đông bắc của Milano và khoảng 15 km về phía đông của Sondrio, ở biên giới với Thụy Sĩ. Tại thời điểm ngày 31 tháng 12 năm 2004, đô thị này có dân số 4.737 người và diện tích là 115,3 km².
Đô thị Teglio có các frazione (subdivision) Tresenda.
Teglio giáp các đô thị: Aprica, Bianzone, Brusio (Thụy Sĩ), Castello dell'Acqua, Chiuro, Corteno Golgi, Paisco Loveno, Ponte in Valtellina, Schilpario, Valbondione, Villa di Tirano, Vilminore di Scalve.